# Абдон Убідія
Абдон Убідія (ісп. Abdón Ubidia, Кіто, Пічінча, 1944) — еквадорський письменник і літературний критик, якого вважають одним із найвидатніших представників свого покоління.

## Літературна кар'єра
Протягом 1960-х років він був частиною культурного руху Цанцизм. Його перші оповідання з'явилися між 1965 і 1968 роками в журналі Pucuna.
У 1978 році в Боготі він опублікував книгу оповідань Під тим самим дивним небом через видавництво Círculo de Lectores, куди він включив свій короткий роман Зимове місто. Книга принесла йому Національну літературну премію імені Хосе Мехії Лекеріки, ту саму, яку він знову отримав у 1986 році з романом Вовки мріють.
Однією з центральних тем у розповіді Убідії було місто Кіто з його міськими ландшафтами та змінами, які відбувалися в ньому протягом багатьох років. Три його романи досліджують ці зміни протягом трьох десятиліть: Зимове місто (1978), короткий роман, який аналізує нафтовий бум 1970-х років і його вплив на процес урбанізації міста; Вовки мріють (1986), який розповідає про період апатії та соціального розчарування у 1980-х роках; і Нора (2004), який зображує суспільство Кіто наприкінці століття в розпал фінансової кризи 1999 року. Останній приніс йому премію Хоакіна Галлегоса Лара за найкращий роман року.
У сфері оповідань він культивував жанри наукової фантастики та фентезі, зокрема з його циклом «Дівертлнвентос», який включав чотири збірки оповідань: Дівертлнвентос (1989), Дзеркальний палац (1996), Людський масштаб (2008) і Час (2015), який отримав премію Хоакіна Галлегоса Лара в категорії оповідання. За словами Убідіа, окрім створення літературних творів, його головною мотивацією при створенні цих оповідань було представити молодій аудиторії різні теми, пов'язані з сучасною науковою та філософською думкою.
9 серпня 2012 року президент Рафаель Корреа вручив йому Національну премію Еухеніо Еспехо, яка вважається найвищою нагородою в галузі культури Еквадору, на знак визнання його літературної кар'єри.

## Твори
Оповідання
- Під тим самим дивним небом (1978), включає короткі романи «Зимове місто» та «Поправка»[7]
- Смішні винаходи (1989)
- Палац дзеркал (1996)
- Людський масштаб (2008)
- Час (2015)[13]

Романи
- Вовки мріють (1986)
- Нора (2004)[14]
- Тихо як смерть (2012)
- Втеча багаття (2018)

Інші
- Прощавай, ХХ століття (2002), театр
- Кохання та його герої (2011), нарис[15]
- На хвалу дводумству (2019), афоризми[16]